# Списак учесника школе у Саут Парку
Ово је списак ученика који иду у Основну школу Саут Парк.
- Стен Марш
  - Кајл Брофоловски
  - Ерик Картмен
  - Кени Макорник
  - Батерс Сточ
  - Венди Тестабургер
  - Крег Такер
  - Твик Твиак
  - Хајди Тарнер
  - Клајд Донован
  - Толкен Блек
  - Тими Барч
  - Џими Валмер
  - Биби Стивенс
  - Скот Малкинсон